# Coron d'Appaumée
Le coron d'Appaumée à Ransart, section de la ville belge de Charleroi, est un coron dépendant de l'ancien charbonnage d'Appaumée datant du début du XXe siècle.
C'est le seul vestige significatif de l'activité industrielle qui s'est déroulé à cet endroit et est classé comme ensemble architectural en 1994.

## Historique
Dans la région de Charleroi, au XIXe siècle, le patronat charbonnier va développer une politique sociale « paternaliste » avec mise à disposition de logements à la main d'œuvre. Ceci dans le but d'exercer un contrôle sur les ouvriers également dans leur vie extra-professionnelle. Bien que cette initiative patronale s'essouffle après la Première Guerre mondiale, c'est dans les années 1920 que la « Société des Houillères unies du Bassin de Charleroi » construit le coron d'Appaumée. C'est l'époque de l'arrivée des premiers travailleurs étrangers : Italiens fuyant le fascisme et Polonais. L'ensemble est construit à la lisière du carreau du charbonnage.
Quand le charbonnage d'Appaumée cesse ses activités en octobre 1959, le coron est mis en vente et les maisons achetées par des particuliers. La multiplication des propriétaires faisait courir le risque à l'ensemble de perdre son homogénéité qui est sa principale qualité architecturale. À l'exception de la modification de quelques ouvertures de baies, celle-ci fut cependant préservée. D'où le classement comme ensemble architectural par arrêté du Gouvernement wallon du 22 mars 1994.

## Architecture

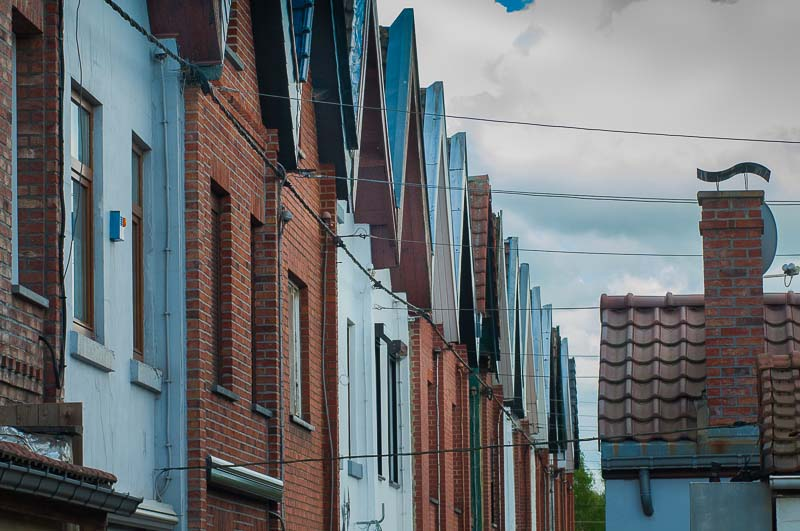
Le coron d'Appaumée

L'ensemble est composé de dix-huit maisons accolées, construites perpendiculairement à la rue, ayant chacune un jardin à l'avant et une cour à l'arrière. Les façades au pignon en briques cimentées et colorées, sont composées de deux niveaux de deux travées aux baies quadrangulaires plus une fenêtre au pignon. L'alignement fait penser à une rangée de cabines de bains de la Belle Époque.